# Thủ tướng Tây Ban Nha
Chủ tịch Chính phủ Tây Ban Nha (Presidente del Gobierno), thường được gọi là thủ tướng Tây Ban Nha, là người đứng đầu chính phủ của Tây Ban Nha. Chủ tịch Chính phủ bổ nhiệm các bộ trưởng, chủ trì Hội đồng Bộ trưởng, quyết định các chính sách của Chính phủ và phối hợp hoạt động của các thành viên Nội các. Là người đứng đầu nhánh hành pháp, chủ tịch Chính phủ cũng tư vấn cho quân chủ về việc thực hiện các đặc quyền hoàng gia.
Chức vụ chủ tịch Chính phủ lần đầu tiên xuất hiện vào năm 1824 trong sắc lệnh của Quốc vương Fernando VII dưới tên gọi quốc vụ khanh, là chủ tịch Hội đồng Bộ trưởng. Hiện tại, chức vụ chủ tịch Chính phủ được quy định tại Hiến pháp 1978.
Trong trường hợp khuyết chủ tịch Chính phủ thì quân chủ sẽ đề cử một ứng cử viên chủ tịch Chính phủ để Đại hội Đại biểu bỏ phiếu tín nhiệm. Trên thực tế, chủ tịch Chính phủ gần như luôn là lãnh đạo của đảng lớn nhất trong Đại hội Đại biểu. Cung điện Moncloa ở Madrid là nơi ở và làm việc chính thức của chủ tịch Chính phủ.

## Tên gọi chính thức
Từ năm 1939, người đứng đầu chính phủ của Tây Ban Nha chính thức được gọi là "chủ tịch Chính phủ" (Presidente del Gobierno).

## Lịch sử
Từ thế kỷ 15, các quân chủ Tây Ban Nha đã giao quyền hành pháp cho những cá nhân khác nhau mà quan trọng nhất là các sủng thần (validos) và quốc vụ khanh. Sủng thần là người thân tín nhất của các quân chủ và nhân danh quân chủ thực hiện vương quyền, tồn tại từ thế kỷ 15 đến cuối thế kỷ 17. Từ thế kỷ 18, các quốc vụ khanh thay thế các sủng thần như người đứng đầu chính phủ. Cả sủng thần và quốc vụ khanh đều là thủ tướng trên thực tế của Tây Ban Nha; ngay từ thế kỷ 17, sủng thần đã được các cận thần và nhà văn đương thời gọi là "thủ tướng của Tây Ban Nha".
Ngày 19 tháng 11 năm 1823, Quốc vương Fernando VII tái lập lại chế độ quân chủ tuyệt đối và thành lập Hội đồng Bộ trưởng vẫn tồn tại cho đến ngày nay sau thời kỳ Ba năm Tự do. Hội đồng Bộ trưởng do bộ trưởng ngoại giao chủ trì khi quân chủ không chủ trì và đóng vai trò là thủ tướng. Năm 1834, quốc vương ban hành sắc lệnh hợp thức hóa vai trò của bộ trưởng ngoại giao, thành lập chức vụ chủ tịch Hội đồng Bộ trưởng với quyền hành pháp.
Từ khi được thành lập, chức vụ chủ tịch Chính phủ do quân chủ tùy ý bổ nhiệm và miễn nhiệm. Các bản Hiến pháp 1837, Hiến pháp 1845, Hiến pháp 1869, và Hiến pháp 1876 đều quy định quyền hạn này của quân chủ.

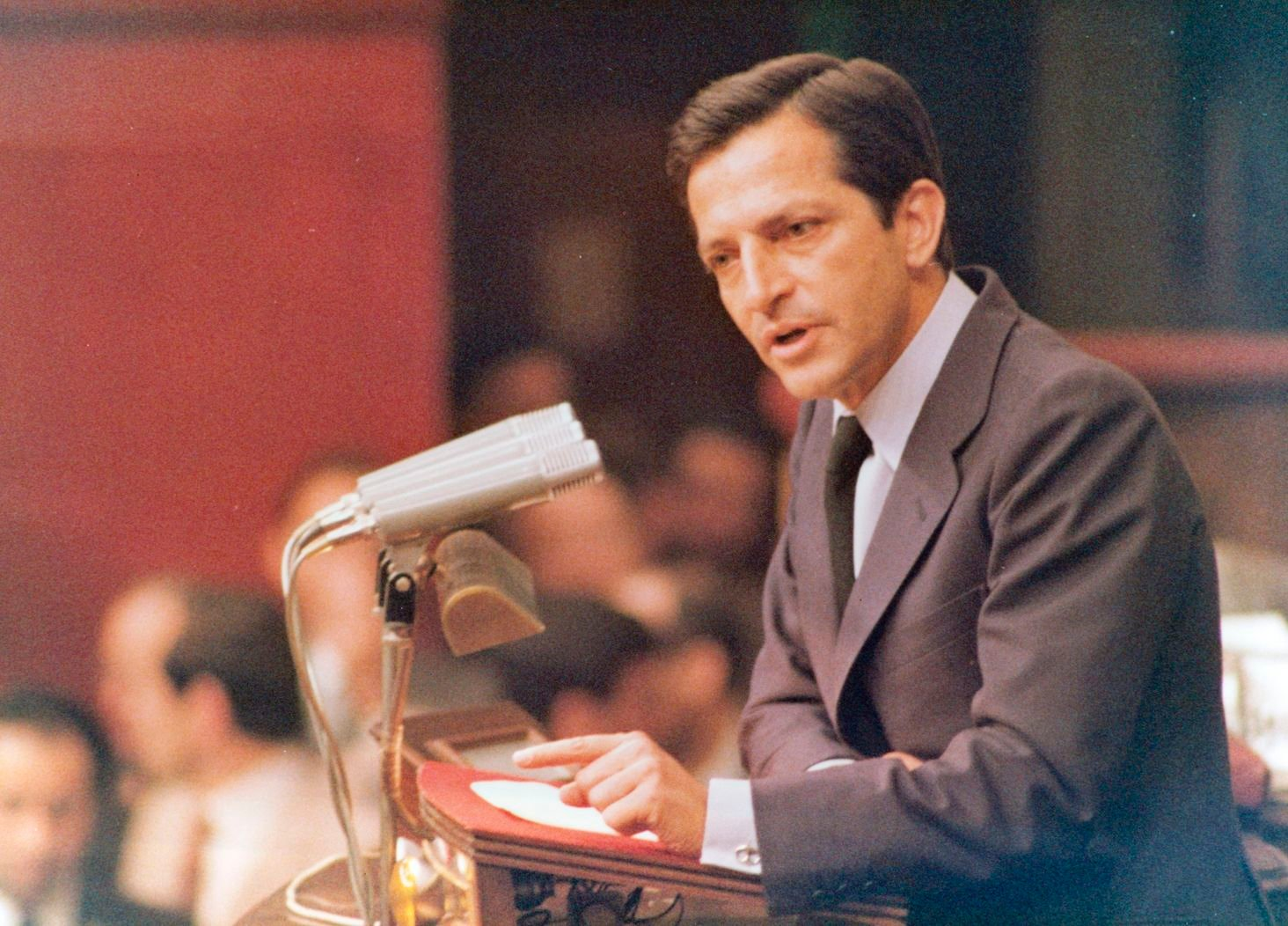
Adolfo Suárez phát biểu nhậm chức trước Đại hội Đại biểu tại Cung điện Quốc hội, Madrid vào ngày 30 tháng 3 năm 1979.

Hiến pháp Tây Ban Nha 1931 quy định thủ tướng và các bộ trưởng do tổng thống bổ nhiệm, miễn nhiệm nhưng chịu trách nhiệm trước Quốc hội và có thể bị Quốc hội bỏ phiếu bất tín nhiệm. Trong Nội chiến Tây Ban Nha, chức vụ người đứng đầu chính phủ của quân Quốc dân được gọi là Người đứng đầu Chính phủ Nhà nước. Từ tháng 1 năm 1938, chức vụ này lấy tên gọi hiện tại là Chủ tịch Chính phủ. Từ năm 1938 đến năm 1973, Francisco Franco giữ chức vụ chủ tịch Chính phủ.
Năm 1973, Francisco Franco từ bỏ chức vụ chủ tịch Chính phủ và tách vai trò nguyên thủ quốc gia khỏi người đứng đầu chính phủ. Adolfo Suárez là thủ tướng dân cử đầu tiên của thời kỳ hậu Franco, ông được Quốc vương Juan Carlos I bổ nhiệm vào ngày 3 tháng 7 năm 1976 và được tái cử trong cuộc tổng tuyển cử Tây Ban Nha 1977.

## Quy trình bổ nhiệm
Sau khi quân chủ tổ chức cuộc tổng tuyển cử, các đảng sẽ chỉ định ứng cử viên chủ tịch Chính phủ, thường là lãnh đạo đảng. Chủ tịch Chính phủ đương nhiệm bị miễn nhiệm nhưng tiếp tục làm nhiệm vụ cho đến khi chủ tịch Chính phủ mới được bổ nhiệm.
Điều 99 Hiến pháp quy định quy trình bổ nhiệm chủ tịch Chính phủ. Sau mỗi cuộc bầu cử Đại hội Đại biểu và trong những trường hợp khác được quy định tại Hiến pháp, quân chủ sẽ tham khảo ý kiến của các lãnh đạo của các đảng trong Đại hội Đại biểu và chủ tịch Đại hội Đại biểu trước khi đề cử thủ tướng.

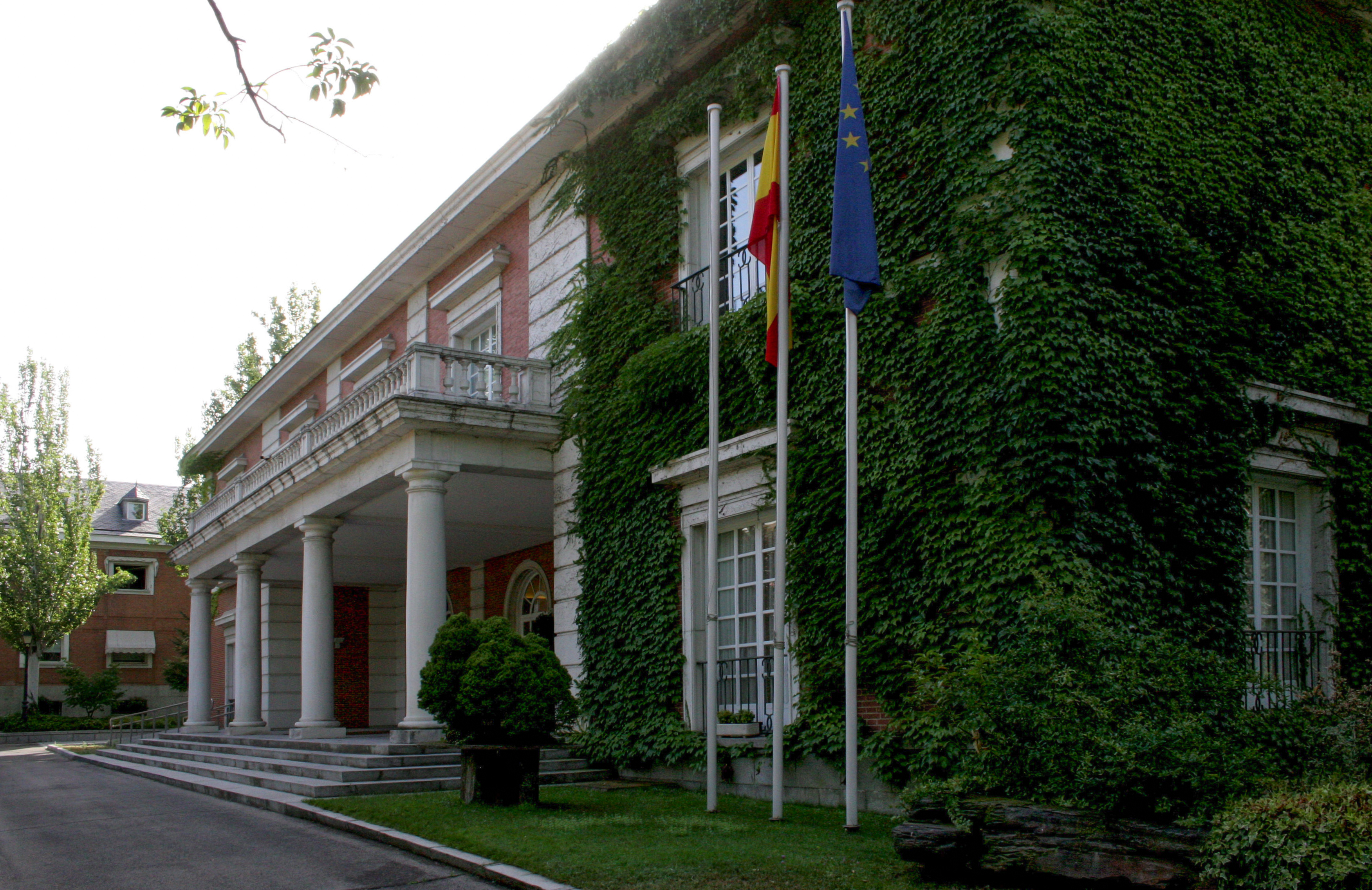
Cung Moncloa là nơi ở và làm việc chính thức của thủ tướng.

Theo thông lệ chính trị do Juan Carlos I thiết lập kể từ khi Hiến pháp 1978 được phê chuẩn, ứng cử viên chủ tịch Chính phủ thường được quân chủ đề cử trong số các đảng chiếm đa số trong Đại hội Đại biểu, được coi là sự tán thành của quân chủ đối với tiến trình dân chủ.
Trong trường hợp khuyết chủ tịch Chính phủ thì quân chủ sẽ đề cử một ứng cử viên chủ tịch Chính phủ để Đại hội Đại biểu bỏ phiếu tín nhiệm. Trên thực tế, chủ tịch Chính phủ gần như luôn là lãnh đạo của đảng lớn nhất trong Đại hội Đại biểu. Cung điện Moncloa ở Madrid là nơi ở và làm việc chính thức của chủ tịch Chính phủ.
Ứng cử viên chủ tịch Chính phủ phải được quá nửa tổng số nghị sĩ Đại hội Đại biểu biểu quyết tín nhiệm. Trong trường hợp ứng cử viên không được tín nhiệm thì Đại hội Đại biểu tiến hành bỏ phiếu tín nhiệm lần thứ hai sau 48 giờ và ứng cử viên phải được quá nửa số nghị sĩ Đại hội Đại biểu có mặt biểu quyết tín nhiệm. Nếu ứng cử viên vẫn không được Đại hội Đại biểu tín nhiệm thì quân chủ sẽ tham khảo ý kiến của các lãnh đạo đảng, chủ tịch Đại hội Đại biểu và đề cử một ứng cử viên mới (ngoại trừ vào năm 2016, khi Quốc vương Felipe VI không đề cử thêm ứng cử viên mà tổ chức bầu cử lại). Nếu không có ứng cử viên nào giành được sự tín nhiệm của Đại hội Đại biểu trong vòng hai tháng thì quân chủ sẽ giải tán Đại hội Đại biểu và tổ chức một cuộc tổng tuyển cử mới với sự tiếp ký của chủ tịch Đại hội Đại biểu.

### Tuyên thệ nhậm chức

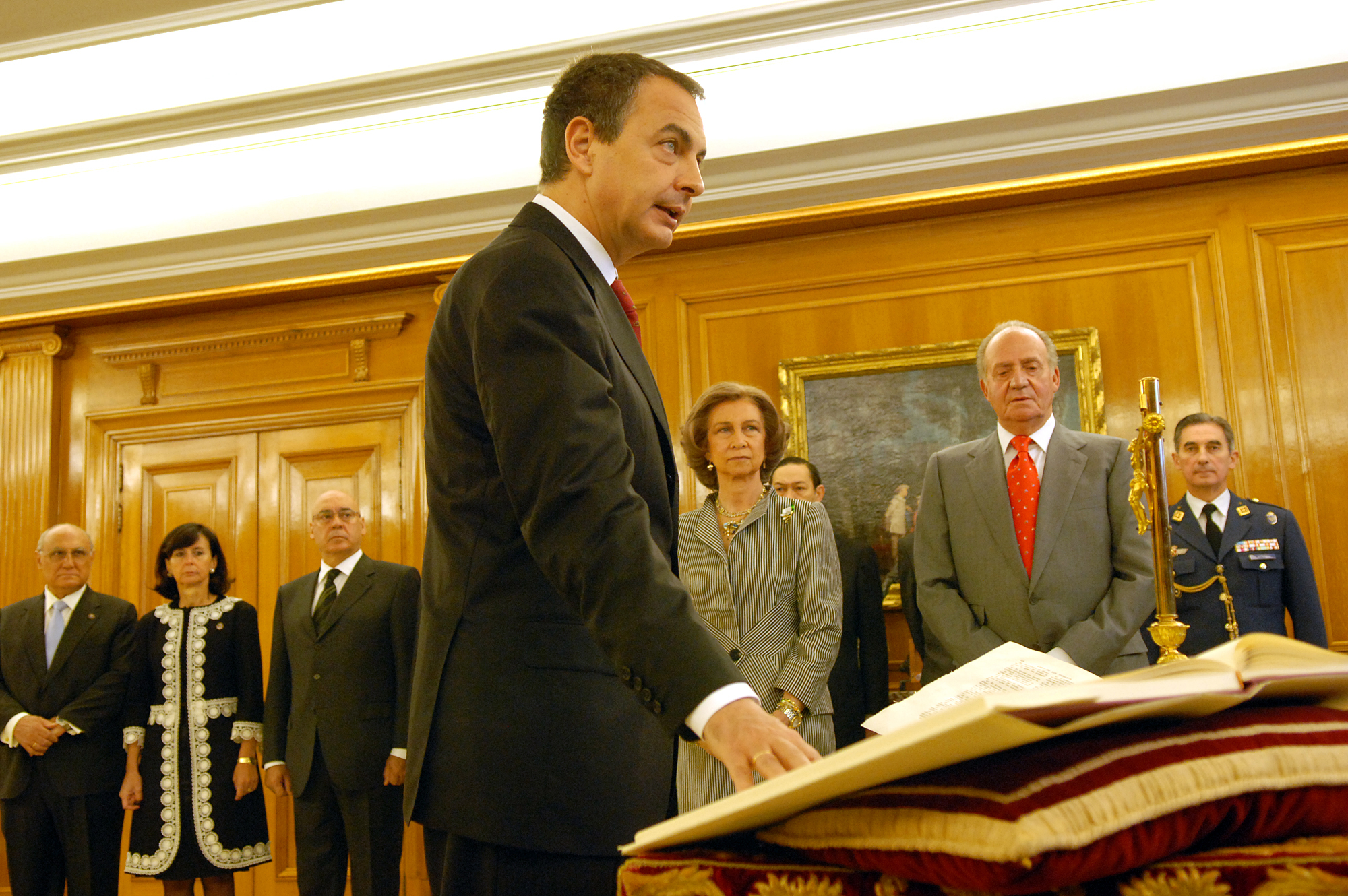
José Luis Rodríguez Zapatero tuyên thệ nhậm chức nhiệm kỳ thứ hai vào năm 2008, tay phải đặt trên Hiến pháp Tây Ban Nha thay vì Kinh Thánh và cây khổ hình (ông không theo tôn giáo)

Sau khi ứng cử viên chủ tịch Chính phủ được bỏ phiếu tín nhiệm, chủ tịch Đại hội Đại biểu sẽ báo cáo với quân chủ. Sau đó, quân chủ chính thức bổ nhiệm chủ tịch Chính phủ và lệnh bổ nhiệm cũng được chủ tịch Đại hội Đại biểu tiếp ký.
Theo thông lệ, buổi lễ tuyên thệ nhậm chức do quân chủ chủ trì và được tổ chức tại Hội trường Triều kiến của Cung điện Zarzuela. Tân chủ tịch Chính phủ sẽ tuyên thệ nhậm chức bằng cách đặt tay phải lên Hiến pháp mở. Từ năm 2014, chủ tịch Chính phủ có thể sử dụng một cuốn Kinh Thánh và một cây khổ hình. Hiện tại, Pedro Sánchez là chủ tịch Chính phủ duy nhất từ chối sử dụng Kinh Thánh. Mariano Rajoy, người tiền nhiệm của Sánchez và một người Công giáo, tuyên thệ nhậm chức bằng cách đặt tay phải lên Hiến pháp và tay trái lên Kinh Thánh. Theo truyền thống, nếu thành viên chính phủ không sử dụng bất kỳ biểu tượng tôn giáo nào thì họ sẽ nói "prometo" ("Tôi cam kết"), trong khi nếu họ sử dụng Kinh Thánh thì họ sẽ nói "juro" ("Tôi tuyên thệ"). Lời tuyên thệ nhậm chức nhiệm kỳ đầu tiên của Chủ tịch Chính phủ José Zapatero vào ngày 17 tháng 4 năm 2004 là:
Juro/Prometo, por mi conciencia y honor, cumplir fielmente las obligaciones del cargo de Presidente del Gobierno con lealtad al Rey, guardar y hacer guardar la Constitución como norma fundamental del Estado, así como mantener el secreto de las deliberaciones del Consejo de Ministros.
Tôi lấy lương tâm và danh dự của tôi xin tuyên thệ/cam kết rằng tôi sẽ trung thực thực hiện nhiệm vụ của chủ tịch Chính phủ, trung thành với Quốc vương, tuân thủ và thi hành Hiến pháp như luật cơ bản của Nhà nước và giữ kín các cuộc thảo luận của Hội đồng Bộ trưởng.

## Nhiệm vụ và quyền hạn
Chương IV Hiến pháp quy định cơ cấu tổ chức, nhiệm vụ và quyền hạn của Chính phủ. Chính phủ gồm chủ tịch Chính phủ và các bộ trưởng. Chính phủ thay mặt nhân dân, nhân danh quân chủ thực hiện chính sách đối nội và đối ngoại, quản lý nhà nước về dân sự và quân sự và thống lĩnh Lực lượng Vũ trang Tây Ban Nha. Chính phủ thực hiện quyền hành pháp và có quyền ban hành văn bản theo luật định. Hội đồng Bộ trưởng là cơ quan quyết định tập thể của Chính phủ, do chủ tịch Chính phủ chủ trì hoặc do quân chủ chủ trì theo yêu cầu của chủ tịch Chính phủ.

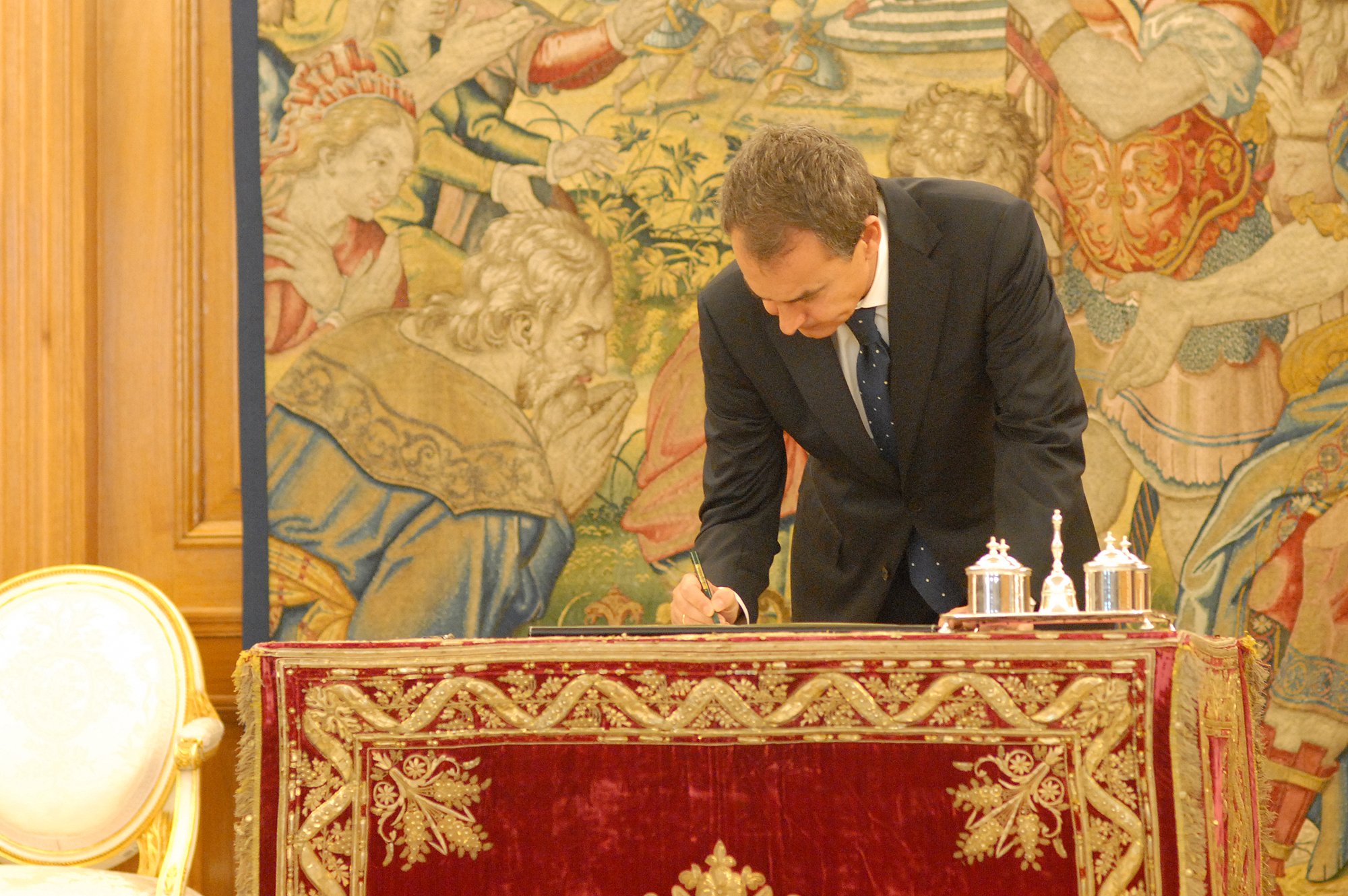
Chủ tịch Chính phủ Rodríguez Zapatero tiếp ký sửa đổi hiến pháp 2011.

Hiến pháp Tây Ban Nha không quy định rõ ràng chính phủ được thực hiện quyền hạn khẩn cấp. Tuy nhiên, Điều 56 Hiến pháp quy định quân chủ "phân xử và điều hòa chức năng chung của các thể chế", được hiểu là cho phép quân chủ hoặc các bộ trưởng thực hiện quyền hạn khẩn cấp trong trường hợp khủng hoảng, chẳng hạn như khi quân chủ can thiệp để ủng hộ chính phủ và kêu gọi quân đội từ bỏ nỗ lực đảo chính vào năm 1981.
Điều 64 Hiến pháp quy định chủ tịch Chính phủ và các bộ trưởng chịu trách nhiệm chính trị đối với  hành vi của quân chủ và tiếp ký văn bản của quân chủ. Chủ tịch Chính phủ có quyền đề nghị quân chủ trưng cầu ý dân, tổ chức tổng tuyển cử mới hoặc giải tán các viện Quốc hội. Các bộ trưởng không thể buộc thủ tướng từ chức và chủ tịch Chính phủ có quyền đề nghị Đại hội Đại biểu lấy phiếu tín nhiệm. Trong các vấn đề hiến pháp, chủ tịch Chính phủ có quyền đề nghị Tòa án Hiến pháp Tây Ban Nha xem xét nhiệm tính hợp hiến của một đạo luật hoặc một văn bản pháp quy.

## Phủ Chủ tịch

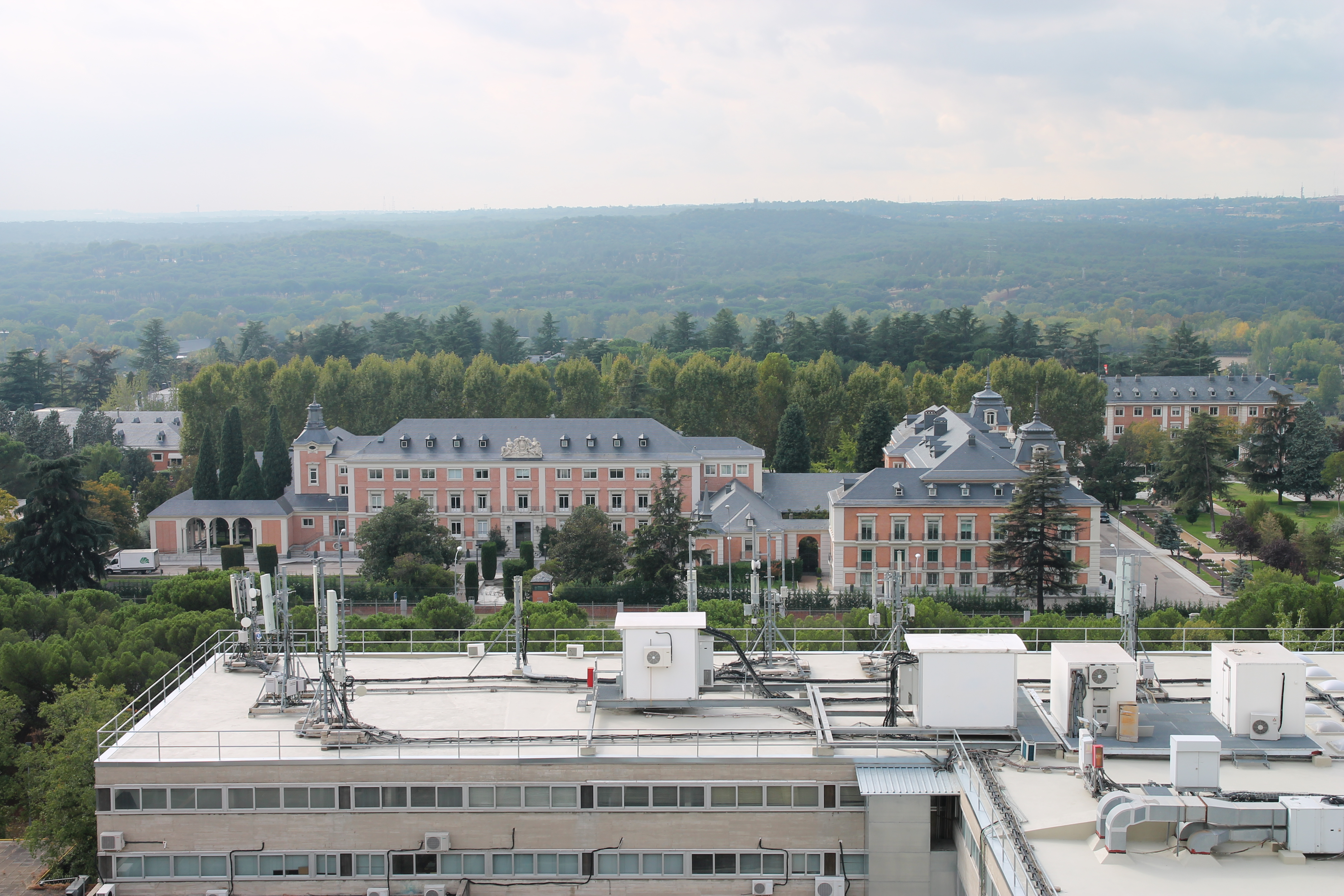
Cung Moncloa nhìn từ Đại học Kỹ thuật Madrid.

Phủ Chủ tịch Chính phủ (Presidencia del Gobierno) là bộ máy giúp việc của chủ tịch Chính phủ, giúp chủ tịch Chính phủ thực hiện nhiệm vụ. Phủ Chủ tịch Chính phủ được thành lập vào khoảng năm 1834 khi văn phòng thư ký riêng của chủ tịch Chính phủ bắt đầu được giao biên chế và ngân sách. Hiện tại, Phủ Chủ tịch Chính phủ hoạt động như một cơ quan ngang bộ trên thực tế và có khoảng 2.000 nhân viên.

### Cảnh vệ và di chuyển

Biểu trưng Cục An ninh Phủ Chủ tịch Chính phủ.

Văn phòng Nội các thuộc Ban Tổng thư ký Phủ Chủ tịch Chính phủ chịu trách nhiệm về các vấn đề an ninh và lễ tân. Cục An ninh Phủ Chủ tịch Chính phủ (DSPG) thuộc Ban Tổng thư ký có nhiệm vụ phối hợp các nỗ lực của Cảnh sát Quốc gia và Vệ binh Quốc dân để bảo vệ chủ tịch Chính phủ và gia đình, cũng như cơ sở hạ tầng và nhân sự của Cung điện Moncloa.

## Từ chức và giải tán Quốc hội
Nhiệm kỳ của Chính phủ theo nhiệm kỳ của Quốc hội là bốn năm. Chủ tịch Chính phủ có thể nộp đơn từ chức lên quân chủ. Chủ tịch Chính phủ có thể vừa nộp đơn từ chức vừa đề nghị quân chủ giải tán Quốc hội nhưng Quốc hội không thể bị giải tán trong vòng một năm kể từ ngày Quốc hội khóa trước bị giải tán.

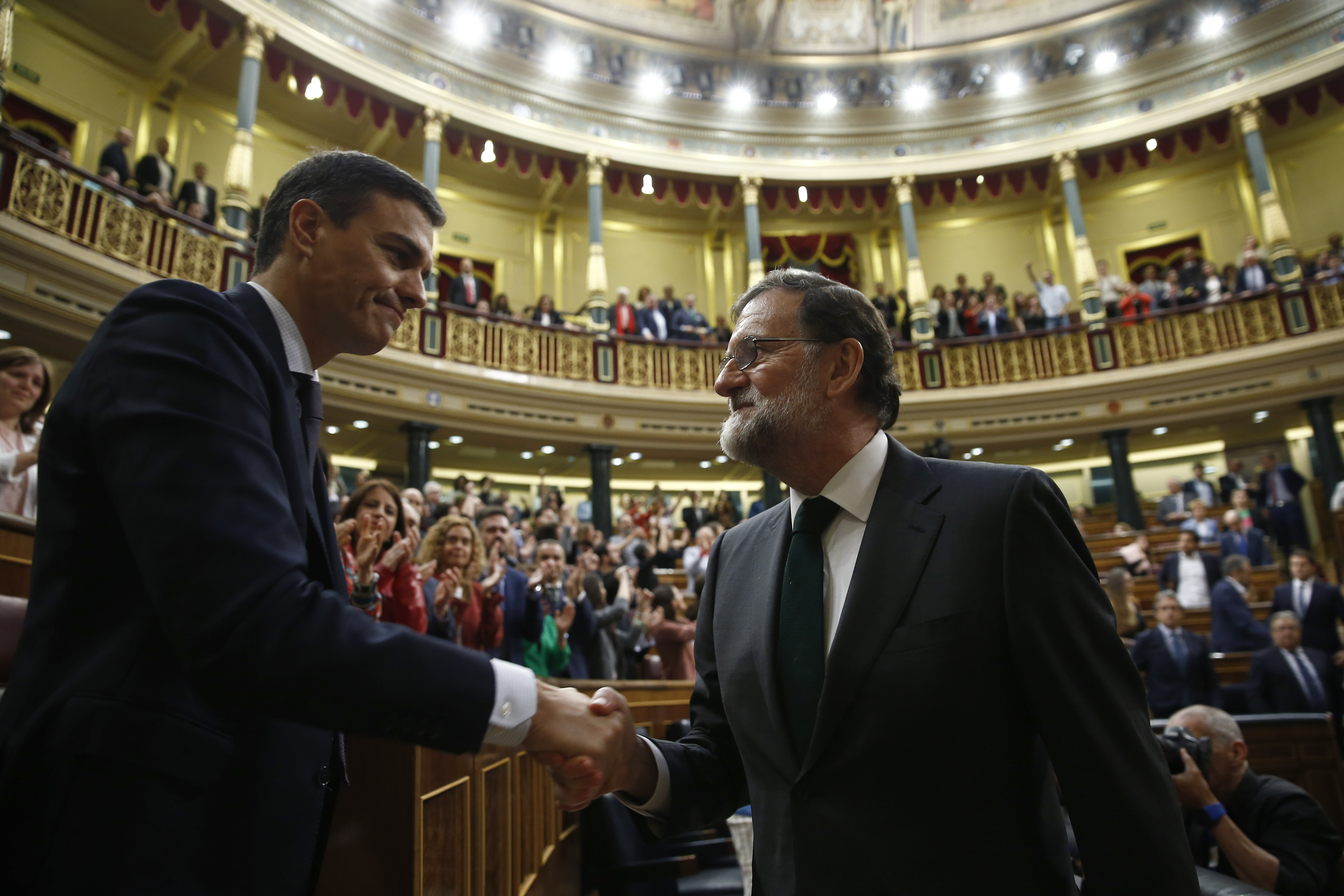
Nguyên thủ tướng Mariano Rajoy chào tân thủ tướng Pedro Sánchez sau khi bị bỏ phiếu bất tín nhiệm.

Trong trường hợp chủ tịch Chính phủ từ chức mà không đề nghị quân chủ giải tán Quốc hội, qua đời hoặc không làm việc được thì chính phủ phải từ chức và quân chủ tiến hành đề cử chủ tịch Chính phủ mới, phó chủ tịch Chính phủ hoặc bộ trưởng thứ nhất theo thứ tự ưu tiên trong trường hợp khuyết phó chủ tịch Chính phủ sẽ giữ quyền thủ tướng ngay cả khi phó chủ tịch Chính phủ có thể được quân chủ đề cử. Ngoài ra, nếu thủ tướng không đề nghị giải tán Quốc hội sau bốn năm thì quân chủ phải giải tán Quốc hội và tổ chức một cuộc tổng tuyển cử mới.
Chủ tịch Chính phủ phải từ chức trong trường hợp Đại hội Đại biểu bỏ phiếu bất tín nhiệm chính phủ. Khi Đại hội Đại biểu tiến hành bỏ phiếu bất tín nhiệm, kiến nghị bỏ phiếu bất tín nhiệm phải đề cử một chủ tịch Chính phủ mới. Trong trường hợp Chính phủ bị bỏ phiếu bất tín nhiệm, ứng cử viên chủ tịch Chính phủ sẽ tự động được coi là nhận được sự tín nhiệm của Đại hội Đại biểu và được quân chủ bổ nhiệm. Tính đến năm 2023, Pedro Sánchez là chủ tịch Chính phủ duy nhất được bổ nhiệm sau một cuộc bỏ phiếu bất tín nhiệm thành công sau khi chính phủ của Mariano Rajoy bị bỏ phiếu bất tín nhiệm vào năm 2018. Chủ tịch Chính phủ có thể đề nghị Đại hội Đại biểu lấy phiếu tín nhiệm về các chính sách của Chính phủ sau khi thảo luận tại Hội đồng Bộ trưởng. Nếu Đại hội Đại biểu không tín nhiệm Chính phủ thì chủ tịch Chính phủ phải từ chức. Tính đến năm 2023, Adolfo Suárez vào năm 1980 và Felipe González vào năm 1990 là hai chủ tịch Chính phủ duy nhất đề nghị Đại hội Đại biểu lấy phiếu tín nhiệm thành công.

## Quyền ưu tiên, đặc quyền và kính ngữ

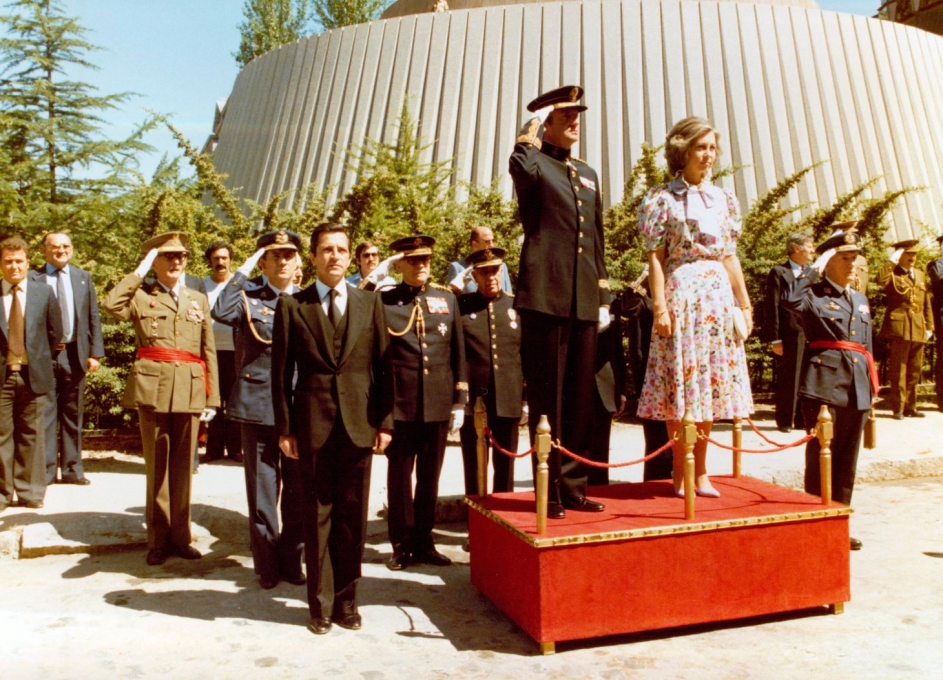
Chủ tịch Chính phủ Adolfo Suárez (trái) đứng cạnh Quốc vương Juan Carlos I vào năm 1980.

Chủ tịch Chính phủ là chức danh cao thứ hai của Tây Ban Nha, cao hơn tất cả các chức danh nhà nước khác ngoại trừ các thành viên của vương thất Tây Ban Nha.
Năm 2023, mức lương của chủ tịch Chính phủ là 90.010 euro cộng với mức lương nghị sĩ Đại hội Đại biểu là 13.422 euro, thấp hơn mức lương của những chức danh khác của Tây Ban Nha như thành viên vương thất (Quân chủ là 269.296 euro; Nữ hoàng là 148.105 euro; Hoàng thái hậu là 121.186 euro), chủ tịch Đại hội Đại biểu (230.931 euro), chủ tịch Tòa án Hiến pháp (167.169 euro), chủ tịch Tòa án Tối cao (151.186 euro) và chủ tịch Viện Kiểm toán (130.772 euro).
Điều 102 Hiến pháp quy định chủ tịch Chính phủ và những thành viên Chính phủ khác chỉ chịu trách nhiệm hình sự trước Tòa hình sự Tòa án Tối cao. Trong trường hợp phạm tội phản quốc hoặc xâm phạm an ninh quốc gia thì việc truy tố hình sự phải được một phần tư số nghị sĩ Đại hội Đại biểu đề nghị và được quá nửa tổng số nghị sĩ Đại hội Đại biểu tán thành.
Theo thông lệ, chủ tịch Chính phủ được gọi bằng kính ngữ Excelentísimo Señor (nữ được gọi là Excelentísima Señora). Kính ngữ này được các bộ trưởng sử dụng kể từ ít nhất là thế kỷ 18 và cũng kèm theo tư cách thành viên Huân chương Carlos III mà chủ tịch Chính phủ nhận được khi được bổ nhiệm.

## Phó Chủ tịch Chính phủ

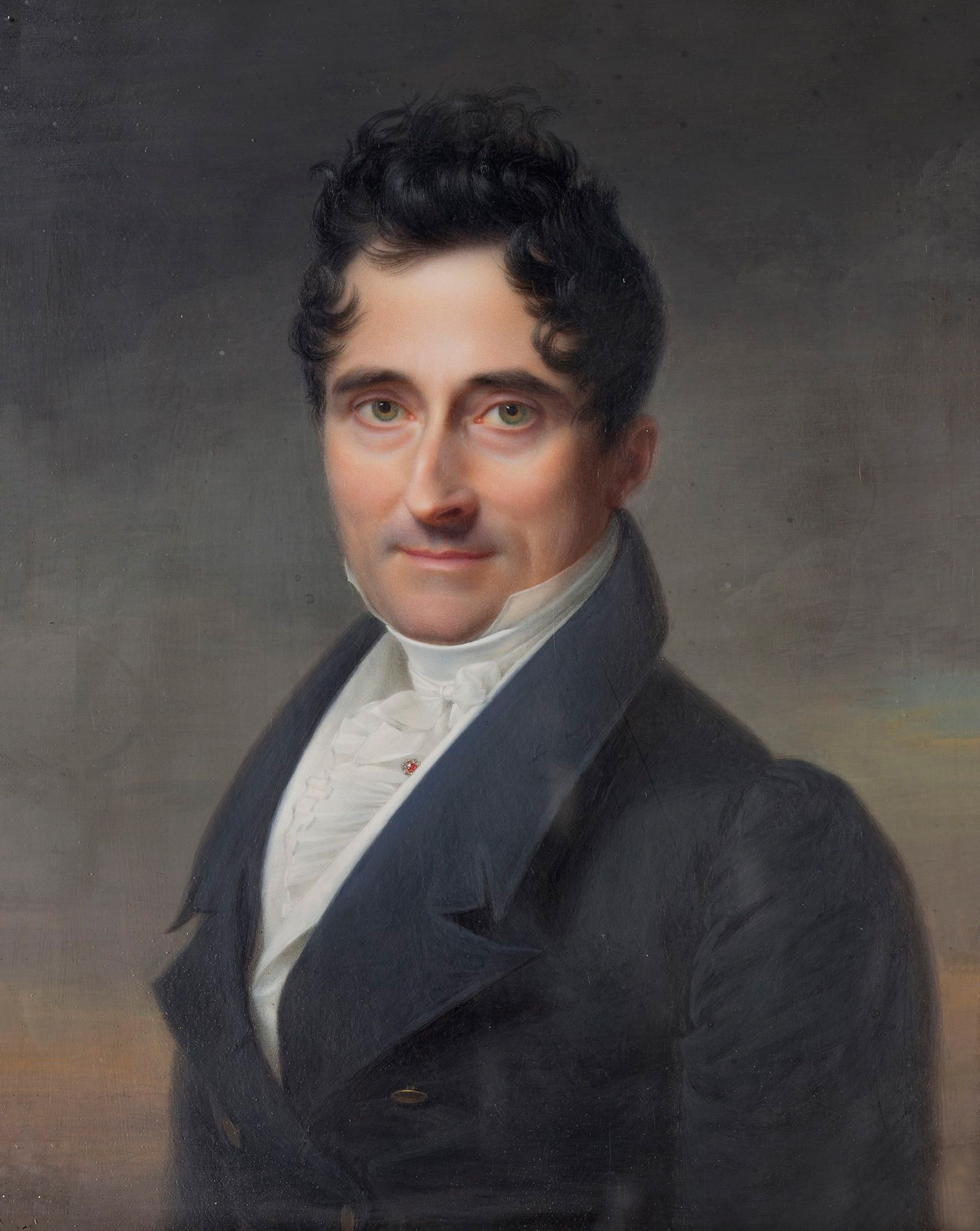
Joaquín María Ferrer y Cafranga là phó chủ tịch Chính phủ Tây Ban Nha đầu tiên từ tháng 10 năm 1840 đến tháng 5 năm 1841.

Hiến pháp 1978 quy định Chính phủ gồm các phó chủ tịch Chính phủ. Tuy đã tồn tại kể từ năm 1840, chức vụ phó chủ tịch Chính phủ được Luật Tổ chức nhà nước chính thức quy định vào năm 1967. Đạo luật cũng lần đầu tiên cho phép bổ nhiệm hơn một phó chủ tịch Chính phủ. Năm 1974, Chủ tịch Chính phủ Carlos Arias Navarro bổ nhiệm ba phó chủ tịch Chính phủ (José García Hernández, Antonio Barrera de Irimo và Licinio de la Fuente). Kể từ đó, ba chủ tịch Chính phủ khác (Adolfo Suárez, José Luis Rodríguez Zapatero và Pedro Sánchez) đã có hơn một phó chủ tịch Chính phủ . Chính phủ thứ hai của Pedro Sánchez có bốn phó chủ tịch Chính phủ, là chính phủ có nhiều phó chủ tịch Chính phủ nhất. Sở dĩ Sánchez bổ nhiệm bốn phó chủ tịch Chính phủ là để giảm trọng trách chính trị của Phó Chủ tịch Chính phủ thứ hai Pablo Iglesias Turrión, là lãnh đạo đảng thiểu số trong chính phủ liên hiệp.

### Kế nhiệm
Điều 101 Hiến pháp quy định Chính phủ từ chức sau khi Quốc hội khóa mới được bầu xong và trong trường hợp chủ tịch Chính phủ từ chức hoặc qua đời hoặc Chính phủ bị bỏ phiếu bất tín nhiệm. Chính phủ tiếp tục làm nhiệm vụ cho đến khi Đại hội Đại biểu phê chuẩn chủ tịch Chính phủ mới.

Luật Chính phủ 1997 quy định trong trường hợp chủ tịch Chính phủ qua đời thì phó chủ tịch Chính phủ kế nhiệm chủ tịch Chính phủ theo thứ tự của các phó chủ tịch Chính phủ. Nếu khuyết phó chủ tịch Chính phủ thì các bộ trưởng kế nhiệm chủ tịch Chính phủ theo thứ tự ưu tiên của các bộ. Bốn bộ trưởng đầu tiên theo thứ tự là bộ trưởng Bộ Ngoại giao, bộ trưởng Bộ Tư pháp, bộ trưởng Bộ Quốc phòng và bộ trưởng Bộ Tài chính, là những đại chức vụ đầu tiên được Quốc vương Felipe V thành lập vào năm 1714.

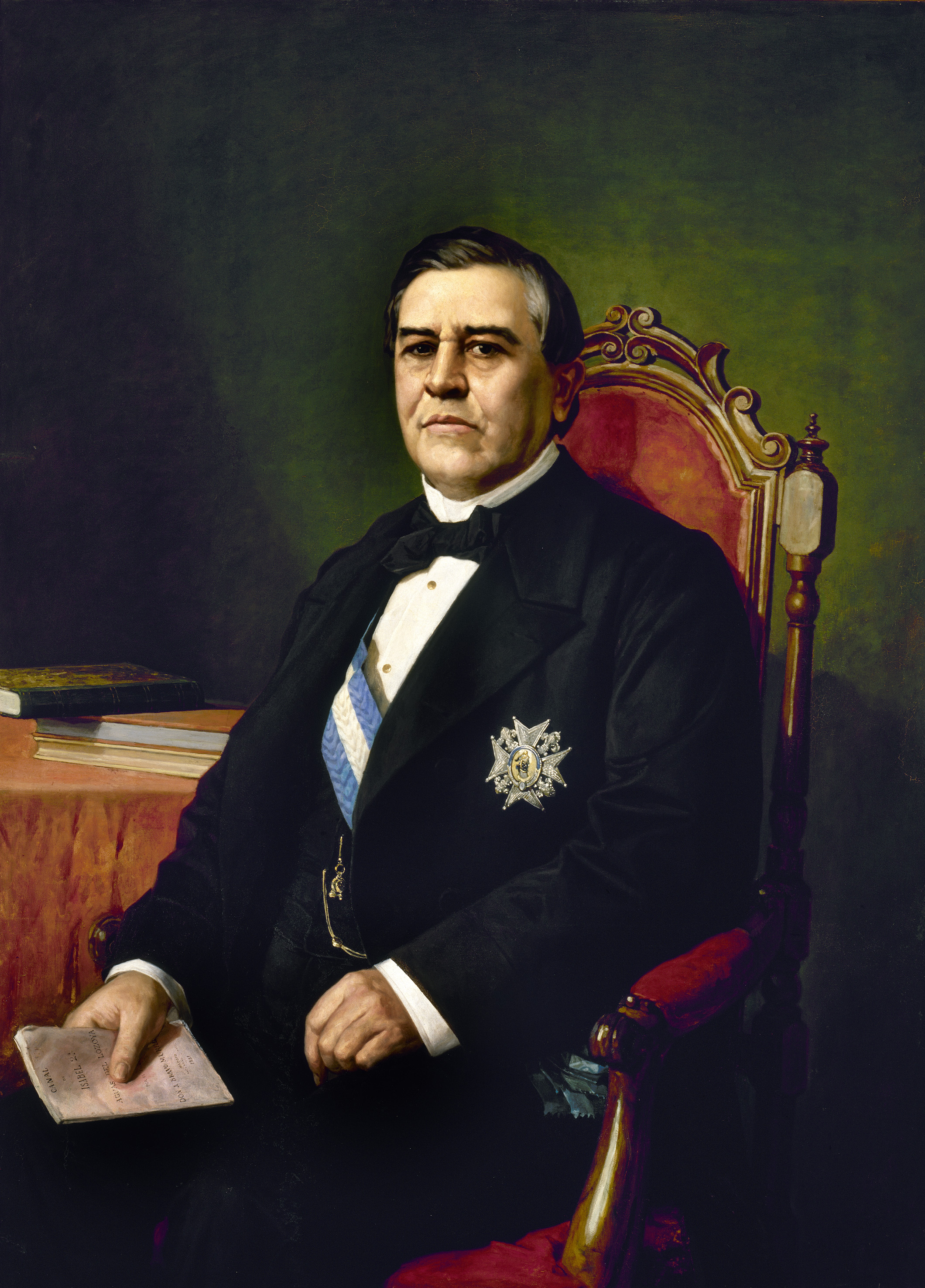
Juan Bravo Murillo, chủ tịch Chính phủ từ năm 1851 đến năm 1852, đeo Huân chương Carlos III (tranh năm 1877 của Manuel García Hispaleto).

## Danh dự và đặc quyền nghỉ hưu
Theo thông lệ, chủ tịch Chính phủ nghỉ hưu sẽ được quân chủ phong tặng một số danh dự. Một nguyên chủ tịch Chính phủ thường sẽ được trao tăng Huân chương Isabella Công giáo, là huân chương dân sự cao quý thứ hai của Tây Ban Nha.

### Huân chương Carlos III
Sắc lệnh hoàng gia ngày 11 tháng 10 năm 2002 quy định chủ tịch Chính phủ là thành viên cao thứ hai của Huân chương Carlos III, là huân chương dân sự cao quý nhất của Tây Ban Nha, được Quốc vương Carlos III thành lập vào năm 1771.

### Chế độ nghỉ hưu
Năm 1983, chính phủ đầu tiên của Felipe González ban hành "Quy chế nguyên chủ tịch Chính phủ", quy định nguyên chủ tịch Chính phủ được cấp một văn phòng với hai nhân viên, một khoản trợ cấp tối thiểu là 2,5 triệu peseta mỗi năm cho chi phí văn phòng và một xe công vụ với tài xế riêng trong thời hạn bốn năm.
Năm 1992, chính phủ cập nhật Quy chế nguyên chủ tịch Chính phủ, bãi bỏ giới hạn thời gian mà nguyên chủ tịch Chính phủ được hưởng các chế độ và bổ sung hỗ trợ ngoại giao ở nước ngoài, chế độ cảnh vệ, một khoản lương cá nhân trong hai năm sau khi hết nhiệm kỳ, quyền sử dụng phương tiện giao thông công cộng miễn phí và một khoản trợ cấp cho chi phí văn phòng.
Từ năm 2004, nguyên chủ tịch Chính phủ nghỉ hưu có quyền tham gia Hội đồng Nhà nước suốt đời. Tính đến năm 2023, chỉ có nguyên chủ tịch Chính phủ José María Aznar López (2005–2006) và José Luis Rodríguez Zapatero (2011–2015) sử dụng đặc quyền này.